# Civilförsvarets grader på Irland
Civilförsvarets grader på Irland visar den hierarkiska ordningen i den irländska civilförsvarsorganisationen Cosaint Shibhialta na hÉireann. 
|                                         |                                                                     |                   |             |             |             |                  |                                              |
| Civil Defence Officer civilförsvarschef | Assistant Civil Defence Officer ställföreträdande civilförsvarschef | Commander kårchef | 1st Officer | 2nd Officer | 3rd Officer | Leader gruppchef | Assistant Leader ställföreträdande gruppchef |